# 라 파브리카
라 파브리카(스페인어: La Fábrica)는 레알 마드리드의 유소년 시스템으로 레알 마드리드 카스티야와 레알 마드리드 C를 포함하고 있다. 세계적 수준의 이 유소년 시스템은 레알 마드리드가 20세기 최고의 클럽으로 활약하는데 큰 공헌을 하였다. 이 유소년 시스템은 특히 1980년대 5번의 프리메라 리가, 3번의 UEFA컵, 2번의 UEFA 챔피언스리그를 성공으로 이끌었다.

## 역사
1942년, 스페인 테르세라 디비시온 소속의 AD 플러스 울트라가 레알 마드리드의 로컬 팀으로 합의된 후, 1972년 AD 플러스 울트라는 레알 마드리드 카스티야로 팀명을 바꾸게 된다.
레알 마드리드 아마추어 클럽은 1950년대 지금의 레알 마드리드 C가 되었다. 그 후, 레알 마드리드 카스티야는 레알 마드리드의 유소년을 키우는 팀으로 발돋움하게 되고, 그 이후에 라 파브리카는 바르셀로나의 라 마시아와 같은 유소년 시스템으로 성장한다.

## 조직

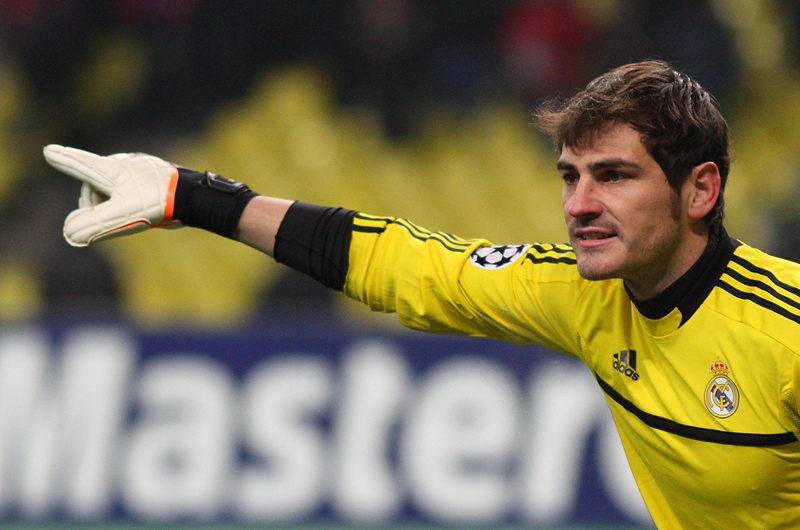
이케르 카시야스, 현대 축구에서의 최우수 골키퍼로 선정되었으며, 5차례나 FIFA/FIFPro 세계 최우수 골키퍼 상을 수상했다.

레알 마드리드 카스티야와 레알 마드리드 C는 온전한 프로 팀을 선언한다. 다른 유스 팀은 19세 이하에서 최소 8세까지의 선수를 기용하는 것이 일반적이지만, 레알 마드리드 카스티야는 레알 마드리드 카스티야 또는 레알 마드리드 C의 선수들이 최종적으로는 레알 마드리드의 1군 스쿼드에 드는 것을 위해서 뛰게 한다.
| 팀                     | 연령  | 감독                 | 코치                           | 리그                                   |
| ---------------------- | ----- | -------------------- | ------------------------------ | -------------------------------------- |
| 레알 마드리드 카스티야 | –     | 지네딘 지단1         | Santiago Sánchez David Bettoni | 세군다 디비시온 B                      |
| 레알 마드리드 C        | –     | 호세 아우레로 가이   | Sebastián Parrilla             | 테세라 디비시온 (Gr. 7)                |
| 후베닐 A               | 16-18 | 루이스 미구엘 라미스 | José Manuel Gil                | 디비전 데 오노르 (Gr. 5)               |
| 후베닐 B               | 16-18 | 루벤 데 인 라 레드   | Joaquín Sánchez                | 리가 나시오날 (Gr. 12)                 |
| 후베닐 C               | 16-18 | 트리스탄 세라도르    | Juan José Vallina              | 프리메라 디비시온 아우토노미카 (Gr. 1) |
| 카데테 A               | 14–15 | 산티아고 솔라리      | Alberto Garrido                | 프리메라 디비시온 아우토노마카 (Gr. 1) |
| 카데테 B               | 14–15 | Pedro Sánchez        | Carlos del Rey                 | 프리메라 디비시온 아우토노마카 (Gr. 2) |
| 인판티 A               | 12–13 | Roberto Rojas        | 구티                           | 디비시온 데 오노르 (Gr. 1)             |
| 인판티 B               | 12–13 | David González       | Javier Morán                   | 디비시온 데 오노르 (Gr. 2)             |
| 알레빈 A               | 10–11 | José Lara            | Santiago Expósito              | 프리메라 디비시온 아우토노마카 (Gr. 1) |
| 알레빈 B               | 10–11 | Alejandro Dorado     | Daniel Guindos                 | 프리메라 디비시온 아우토노마카 (Gr. 2) |
| 벤하민 A               | 8–9   | Nacho Ferrer         | Fernando Jiménez               | 풋볼 7 (Gr. 31)                        |
| 벤하민 B               | 8–9   | Abián Perdomo        | Jesús Bargueiras               | 풋볼 7 (Gr. 32)                        |
| 프레벤하민             | 6–7   | Víctor Carvajal      | Jaime Torcal                   | 풋볼 7 (Gr. 27)                        |

## 출신 유명 선수
| 이름                   | 라 파브리카에서의 년도 | 레알 마드리드에서 뛰었던 경기수 | 프로 선수 타이틀 |
| ---------------------- | ---------------------- | ------------------------------- | --- |
| 알바로 아르벨로아      | 2000-2006              | 134                             | 1 라 리가, 2 코파 델 레이, 1 수페르코파 데 에스파냐, 1 피파 월드컵, 2 UEFA 유러피언 챔피언십, 1 UEFA 챔피언스 리그                                                               |
| 알바로 모라타          | 2008-2013              | 37                              | 1 라리가, 2 코파 델 레이, 1 수페르코파 데 에스파냐, 1 UEFA 챔피언스 리그 |
| 발레로                 | 1995-2007              | 0                               | - |
| 첸도                   | 1977-1983              | 363                             | 7 라 리가, 2 코파 델 레이, 5 수페르코파 데 에스파냐, 1 UEFA 챔피언스 리그, 2 UEFA 컵                                                                                             |
| 다니 카르바할          | 2002-2012              | 38                              | 1 UEFA 챔피언스 리그, 1 코파 델 레이 |
| 디에고 로페즈          | 2000-2005              | 50                              | 1 라 리가, 1 UEFA 챔피언스 리그, 1 코파 델 레이 |
| 에밀리아노 부트라게뇨  | 1981-1984              | 341                             | 6 라리가, 2 코파 델 레이, 4 수페르코파 데 에스파냐, 2 UEFA 컵 |
| 엔리케 마테오스        | 1951-1953              | 52                              | 5 라 리가, 5 UEFA 챔피언스 리그 |
| 에스테반 캄비아소      | 1996-1998              | 14                              | 1 라 리가, 1 수퍼 리그, 1 수페르코파 데 에스파냐, 1 아르헨티나 프리메라 디비시온, 1 UEFA 챔피언스 리그, 5 세리에 A, 4 코파 이탈리아, 4 수페르코파 이탈리아나, 1 FIFA 클럽 월드컵 |
| 에스테반 그라네로      | 1996-2008              | 67                              | 1 라 리가, 1 코파 델 레이, 1 수페르코파 데 에스파냐 |
| 그레고리오 베니토      | 1963-1966              | 317                             | 6 라 리가, 5 코파 델 레이 |
| 이케르 카시야스        | 1990-1999              | 486                             | 5 라 리가, 2 코파 델 레이, 4 수페르코파 데 에스파냐, 3 UEFA 챔피언스 리그, 1 UEFA 슈퍼 컵, 1 FIFA 월드컵, 2 UEFA 유러피언 챔피언십                                               |
| 하비 가르시아          | 1996-2007              | 18                              | 1 수페르코파 데 에스파냐, 1 프리메라 리가, 3 타사 다 리가, 1 EPL, 1 리그컵 |
| 헤세 로드리게스        | 2007-2013              | 19                              | 1 라 리가, 1 UEFA 챔피언스 리그, 1 코파 델 레이 |
| 호세 카예혼            | 2002-2008              | 55                              | 1 라 리가, 1 수페르코파 데 에스파냐 |
| 호세 마누엘 후라도     | 2000s-2006             | 3                               | 1 UEFA 유로파 리그, 1 UEFA 인터토토컵, 1 UEFA 슈퍼컵, 1 DFB-포칼, 1 DFL-슈퍼컵                                                                                                   |
| 후안 마타              | 2003-2007              | 0                               | 1 코파 델 레이, 1 FA 컵, 1 UEFA 챔피언스 리그, 1 UEFA 유로파 리그, 1 FIFA 월드컵, 1 UEFA 컵                                                                                      |
| 후안 산치스테반        | 1952-1956              | 86                              | 4 라 리가, 4 UEFA 챔피언스 리그, 1 인터컨티넨털 컵 |
| 후안 프란 토레스       | 2002-2006              | 6                               | 2 코파 델 레이, 1 UEFA 유로파 리그, 1 UEFA 슈퍼컵 |
| 구티                   | 1986-1996              | 387                             | 5 라 리가, 4 수페르코파 데 에스파냐, 3 UEFA 챔피언스 리그, 1 UEFA 슈퍼컵, 2 인터컨티넨털 컵, 1 튀르키예 쿠파스                                                                   |
| 키코 카시야            | 2003-2007              | 0                               | - |
| 마놀로 산치스          | 1979-1984              | 523                             | 8 라 리가, 2 코파 델 레이, 5 수페르코파 데 에스파냐, 2 UEFA 챔피언스 리그, 2 UEFA 컵, 1 인터컨티넨털 컵, 1 UEFA 슈퍼컵                                                           |
| 마누엘 벨라스케즈      | 1958-1962, 1964-1965   | 301                             | 6 라 리가, 3 코파 델 레이, 1 UEFA 챔피언스 리그 |
| 마리아노 가르시아 레몬 | 1966-1970              | 177                             | 6 라 리가, 4 코파 델 레이 |
| 미첼                   | 1976-1984              | 404                             | 6 라 리가, 2 코파 델 레이, 4 수페르코파 데 에스파냐, 2 UEFA 유로파 리그 |
| 미구엘 파르데자        | 1979-1985              | 28                              | 1 라 리가, 2 코파 델 레이, 1 UEFA 컵 위너스 컵 |
| 라파엘 베니테즈        | 1974-1981              | 0                               | - |
| 라파엘 마틴 바스케즈   | 1980-1983              | 252                             | 6 라 리가, 2 코파 델 레이, 3 수페르코파 데 에스파냐, 2 UEFA 유로파 리그 |
| 라몬 그로소            | 1959-1964              | 265                             | 7 라 리가, 3 코파 델 레이, 1 UEFA 챔피언스 리그 |
| 라울                   | 1992-1994              | 550                             | 6 라 리가, 4 수페르코파 데 에스파냐, 3 UEFA 챔피언스 리그, 1 UEFA 슈퍼컵, 2 인터컨티넨털 컵, 1 DFB-포칼, 1 DFL-슈퍼컵, 1 카타르 스타스 리그                                      |
| 히카르도 갈레고        | 1973-1980              | 250                             | 4 라 리가, 2 코파 델 레이, 1 수페르코파 데 에스파냐, 2 UEFA 유로파 리그 |
| 로베르토 솔다도        | 2000-2006              | 16                              | 1 라 리가 |
| 산티아고 카니사레스    | 1985-1990              | 41                              | 5 라 리가, 3 코파 델 레이, 3 수페르코파 데 에스파냐, 1 UEFA 챔피언스 리그, 1 UEFA 컵, 1 UEFA 슈퍼컵, 1 하계 올림픽 금메달                                                        |
| 비센테 델 보스케       | 1968-1970              | 312                             | 5 라 리가, 4 코파 델 레이 |